# Diga di Mehmetli
La diga di Mehmetli è una diga della Turchia. La diga ha cambiato nome dal vecchio di diga Kesiksuyu. Si trova nella provincia di Osmaniye, vicino alla provincia di Adana.

## Fonti
- (TR) Sito dell'agenzia turca delle opere idrauliche, su www2.dsi.gov.tr. URL consultato l'8 agosto 2011 (archiviato dall'url originale il 4 marzo 2016).